# Ламет, Динельсон
Динельсон Ламет Эрнандес (исп. Dinelson Lamet Hernandez; 18 июля 1992, Сантьяго-де-лос-Трейнта-Кабальерос) — доминиканский бейсболист, питчер клуба Главной лиги бейсбола «Милуоки Брюэрс».

## Карьера
Динельсон Ламет родился 18 июля 1992 года. В 2014 году в статусе международного свободного агента он подписал контракт с клубом «Сан-Диего Падрес». В том же сезоне он начал профессиональную карьеру в составе фарм-клуба «Падрес» в Доминиканской летней лиге. Первый полный сезон в карьере Ламет провёл в 2015 году в составе «Форт-Уэйн Тин Кэпс», проведя на поле 106 1/3 иннинга с пропускаемостью 2,96.

### Сан-Диего Падрес
По ходу чемпионата 2016 года он продвинулся сразу на два уровня фарм-системы клуба, закончив год в команде ААА-лиги «Эль-Пасо Чиуауас». Перед началом следующего сезона Динельсон был претендентом на место в стартовой ротации «Падрес». Проведя старт чемпионата в составе «Эль-Пасо», в конце мая Ламета перевели в основной состав «Сан-Диего». 25 мая 2017 года он дебютировал в Главной лиге бейсбола. По итогам сезона Динельсон одержал семь побед при восьми поражениях с пропускаемостью 4,57. Его сильной стороной стал слайдер, против которого игроки соперника отбивали с показателем всего 13,6 %. Весной 2018 года он хорошо провёл сборы и занял место второго питчера стартовой ротации, но в начале апреля перенёс операцию Томми Джона и полностью пропустил сезон. На поле Ламет вернулся только в июле 2019 года, после чего до конца чемпионата сыграл за «Падрес» четырнадцать матчей с пропускаемостью 4,07 и 105 страйкаутами.
В сокращённом из-за пандемии COVID-19 чемпионате 2020 года Ламет провёл на поле 69 иннингов с пропускаемостью 2,09. Этот показатель стал лучшим в истории клуба. В концовке сезона он получил травму бицепса и не вошёл в состав команды на плей-офф, где «Падрес» вышли в Дивизионную серию Национальной лиги. В декабре Ламет был включён в состав сборной звёзд сезона по версии официального сайта лиги. Проблемы со здоровьем игрока остались и в 2021 году. Тренерский штаб команды существенно ограничил его игровое время. На поле Ламет провёл только 47 иннингов в 22 матчах, в 13 из них он выходил только на замену. В первой части сезона 2022 года он сыграл 12 1/3 иннингов. В августе клуб обменял его и ещё трёх игроков в «Милуоки Брюэрс» на питчера Джоша Хейдера.